# ジャン・ヘルニ
ジャン・ヘルニ（Jean Amédée Hoerni、1924年9月26日 - 1997年1月12日) は、スイス系アメリカ人の電子工学技術者。シリコントランジスタの先駆者であり、「8人の反逆者」の一員。トランジスタや集積回路などの半導体デバイスを確実に製造する上で重要な技術であるプレーナー プロセスを開発した。

## 生い立ち
ヘルニは、1924年9月26日、スイスのジュネーブで生まれた。ジュネーブ大学で数学の学士号を取得し、物理学で2つの博士号を、1つはジュネーブ大学から、もう 1 つはケンブリッジ大学から取得している。
1952年、彼はカリフォルニア工科大学で働くために渡米し、そこでトランジスタの作成に深くかかわったベル研究所の物理学者であるウィリアム・ショックレーと知り合うことになる。
数年後、ショックレー は ヘルニを採用し、カリフォルニア州マウンテンビューにあるBeckman Instruments(現在のベックマン・コールター）の新たに設立されたショックレー半導体研究所で一緒に働いた。しかし、ショックレーの奇妙な行動により、いわゆる「8人の反逆者」 (ヘルニ、ジュリアス・ブランク、ビクター・グリニッチ、ユージーン・クライナー、ジェイ・ラスト、ゴードン・ ムーア、ロバート・ノイス、シェルドン・ロバーツ) はショックレーの会社を離れ、フェアチャイルド セミコンダクター社を設立することになる。
1958年、ヘルニは電気化学学会に出席し、ベル研究所のエンジニアであるモハメド・アタラが、酸化物（二酸化ケイ素）の不動態が、シリコン表面に形成されたpn接合の保護膜となることを実証した論文を知った。
ヘルニは興味をそそられ、ある朝、アタラのデバイスについて考えているときに、プレーナー技術の概念を思いついた。シリコン表面に対する二酸化シリコンのパッシベーション効果を利用して、二酸化シリコン層で保護されたトランジスタを作ることを提案した。
プレーナー プロセスは、1959年5月に最初の特許を出願したジャン・ヘルニによって発明された。プレーナープロセスは、 ロバート・ノイスによるシリコン集積回路の発明において重要であった。ノイスは ヘルニの研究に基づいて集積回路の概念を構築し、ヘルニの基本構造の上部に金属層を追加して、同じシリコン片上にあるトランジスタ、コンデンサ、抵抗器などのさまざまなコンポーネントを接続する方法を考案した。プレーナープロセスは、集積回路の製造方法をこれまでよりも大きく発展させた。 
通常、ノイスとともに テキサス・インスツルメンツのジャック・キルビーが集積回路を発明したとされているが、キルビーの IC はゲルマニウムをベースにしていた。結局のところ、シリコン IC にはゲルマニウムに比べて多くの利点があり、「シリコンバレー」という名前は、このシリコンに由来する。
「8人の反逆者」の同窓生であるジェイ・ラストとシェルドン・ロバーツとともに、ヘルニは1961年にアメルコ社（現在はテレダイン）を設立した。
1964年に ユニオンカーバイドエレクトロニクスを設立、1967年にインターシルを設立し、低電圧CMOS集積回路のパイオニアとなった。
1969年にフランクリン協会からエドワード ロングストレス メダルを授与され 、1972年にマクダウェル賞を受賞した。
1997年1月12日、ワシントン州シアトルで骨髄線維症により72歳で死去。

## 私生活
彼はアン・マリー・ヘルニと結婚し、アニー・ブラックウェル、スーザン・キラム、マイケル・ヘルニの3人の子供をもうけた。彼には一人の兄弟、マーク・ヘルニがいた。ルース・カルモナとの二度目の結婚も離婚に終わった。ヘルニは1993年にジェニファー・ウィルソンと結婚した。

## 慈善活動
熱心な登山家であるヘルニは、パキスタンのカラコルム山脈をよく訪れ、そこに住むバルティ山岳民族の貧困に心を動かされた。彼はコーフ村に学校を建設するグレッグ・モーテンソンのプロジェクトに、 30,000 ドルを寄付し、後に彼の死後も学校にサービスを提供し続けるために100 万ドルの寄付金で中央アジア研究所を設立した。ヘルニは、パキスタンとアフガニスタンで学校を建設し続けている組織の初代事務局長としてグレッグ・モルテンソンを指名した。
2007年12月、Michael Riordanによって ヘルニとプレーナープロセスに関する記事がIEEE Spectrumに掲載された。著者は、ヘルニは信じられないほどのスタミナがあり、わずかな食べ物や水で何時間もハイキングできると、ジェイ・ラストが指摘したと記述している。